# Trichantherinae
Sous-tribu
Les Trichantherinae sont une sous-tribu de plantes à fleurs de la famille des Acanthaceae, de la sous-famille des Acanthoideae et de la tribu des Ruellieae.
Le genre type est Trichanthera.

## Listes des genres
- Bravaisia
- Louteridium
- Sanchezia
- Suessenguthia
- Trichanthera
- Trichosanchezia

## Publication originale
- Bentham G. & Hooker J.D., 1876. Genera Plantarum ad exemplaria imprimis in herbariis Kewensibus 2: 1062, 1064.